# Чарозеро
Чарозеро — село на севере Кирилловского района Вологодской области. Административный центр Чарозерского сельского поселения и Чарозерского сельсовета.

## География
Расстояние до районного центра Кириллова по автодороге — 84 км. Ближайшие населённые пункты — Великий Двор, Польчаково, Подосеново, Ботово, Погорелово, Губино.

## История
Впервые упоминается в 1615 году как Петропавловский Погост. Согласно клировым ведомостям за 1866 год, в приходе Петропавловской церкви Кирилловского уезда было 38 деревень. В 224 дворах проживало 1890 человек. Озеро входило в состав Чарондской округи.
В 1768 году в двух приходах Петропавловской Вещезерской церкви Святого Петра и Павла было попов - 2, дьяконов - 2 дьячков и пономарей - 4, жен их 8, детей - 12, отставных солдат - 1, крестьян удельного ведомства, бобылей, жен их и детей - суммарно 549.

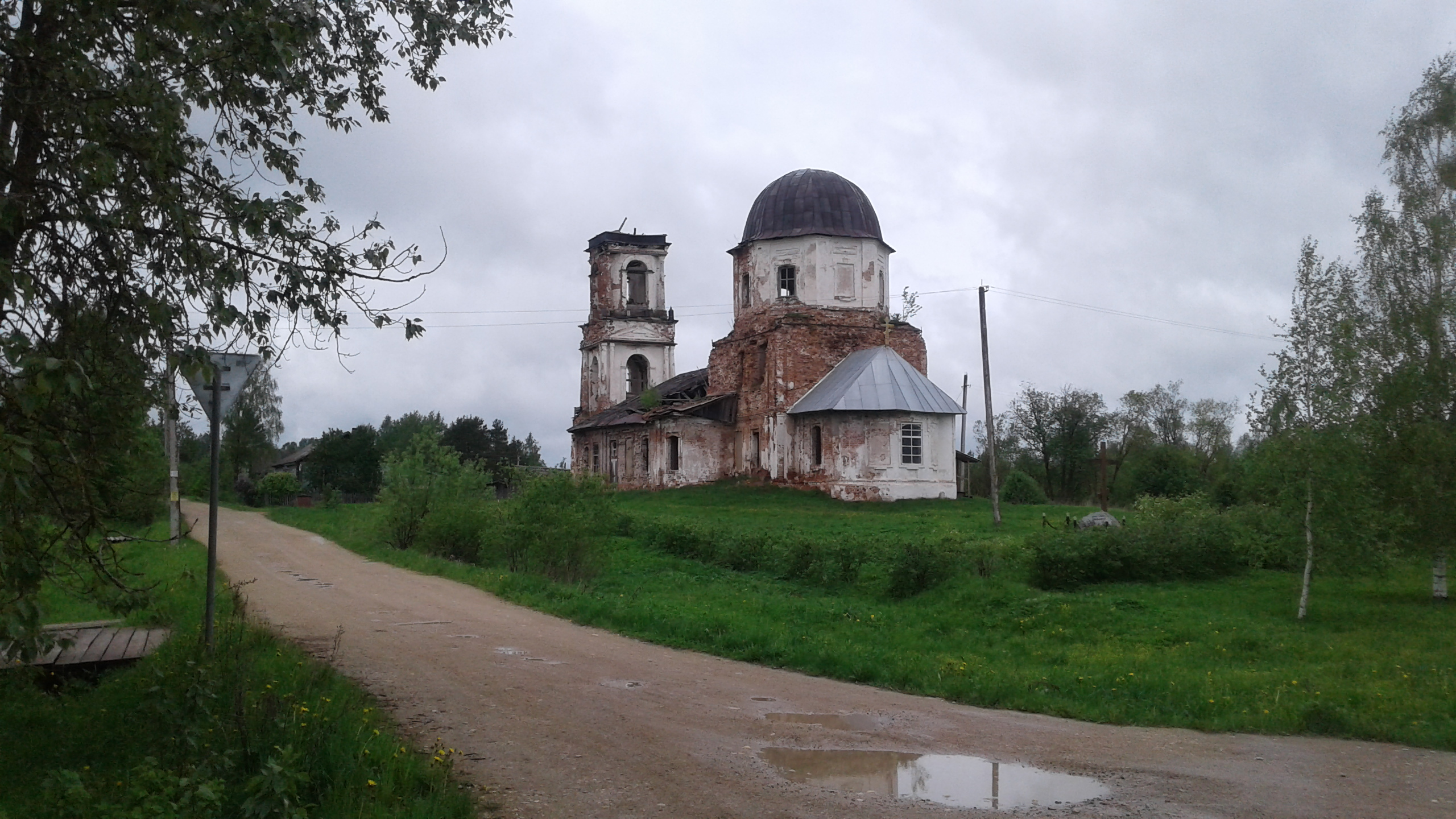
Чарозерская церковь

С 1927 года по 1931 год село Петропавловское было центром Петропавловского района Череповецкого округа Ленинградской области. В 1931 году село Петропавловское было переименовано в село Чарозеро, соответственно, название Петропавловского района также было изменено на Чарозерский. В 1937 году Чарозерский район вошёл в состав Вологодской области. В 1955 году Чарозерский район был ликвидирован, и Чарозеро вошло в состав Кирилловского района. 17 декабря 1970 года решением Вологодского облисполкома Чарозерский сельсовет был упразднён, и его территория перешла Печенгскому сельсовету. Позднее Чарозерский сельсовет был восстановлен.
На данный момент в селе работают магазин, средняя школа, детский сад, дом культуры, библиотека, отделение связи, пилорама,а также метеоцентр. Действует автобусное сообщение. В селе есть руинированная церковь Происхождения Честных Древ Креста Господня. 

## Население
| 2010 |
| ---- |
| 319  |

По переписи 2002 года население — 427 человек (208 мужчин, 219 женщин). Преобладающая национальность — русские (97 %).